# Selestina
Selestina je remek-delo španske literature čiji nastanak označava prekretnicu sa srednjevekovne na renesansnu književnost. U Burgosu je 1499. godine izdata knjiga Fernanda de Rohasa (i njegovih "prethodnika") pod nazivom šp. „Comedia de Calisto y Melibea“, u 16 činova, a 1502. godine šp. „Tragicomedia de Calisto y Melibea“, koja je imala 21 čin i koja će tek kasnije steći popularnost kao šp. „La Celestina“.

## Kratak sadržaj
Plemić Kalisto se na prvi pogled zaljubljuje u Melibeju, devojku iz ugledne porodice. Selestina, ostarela, prepredena i koristoljubiva svodnica igra ulogu profesionalne provodadžike. U tome joj pomažu Kalistove sluge, očekujući od starice da podeli kompenzaciju za svoje usluge sa njima. Nakon što uspeva da osvoji Melibejinu ljubav, Kalisto bogato nagrađuje staricu, ali ona odbija da svoju nagradu podeli sa svojim saučesnicima. Ovakva odluka gramzive starice pokreće tragičan lanac događaja na čijem će se kraju zateći i Kalisto i Melibeja.

## Struktura
Delo je podeljeno na činove, kojih ima 21. Činovi nemaju zasebne naslove, ali je pre svakog prikazan kratak sadržaj. Činovi su dati u dijalozima, ali je prisutan i značajan broj monologa. Pripovedanje ima hronološki tok sa povremenim retrospekcijama.

### Činovi 1—11
Prvi susret Kalista i Melibeje. Melibeja grubo odgovara na njegovu izjavu ljubavi. Kalistov sluga Sempronio, Elisijin ljubavnik, dovodi mu svodnicu Selestinu, kako bi ga ona spojila sa Melibejom, a zauzvrat dobila dobru nagradu. Kalisto pristaje. Parmeno, koji odmalena poznaje Selestinu i njene `radnje`, upozorava zaslepljenog gospodara, ali po razgovoru sa Selestinom, i sam se koleba.
Kalisto i Sempronio razgovaraju. Nestrpljivi Kalisto ga šalje kod Selestine. Parmeno opet prijateljski pokušava da odvrati Kalista od saradnje sa Selestinom i Sempronijom, ali ne uspeva. Biva prekorevan i zbog toga odlučuje da se priključi Semproniju i starici.
Sempronio dolazi kod Selestine i kritikuje njeno odugovlačenje sa realizacijom plana. Dogovaraju se kako da spoje Kalista i Melibeju. Pojavljuje se Elisija i ostaje sama sa Sempronijom, pošto Selestina odlučuje da pođe kod Pleberija. Izvodi magijski ritual moleći se Plutonu za sudbinu Kalista i Melibeje.
Selestina dolazi kod Melibeje. Na ulazu razgovara sa služavkom Lukresijom. Čuvši razgovor, Alisa poziva Selestinu da uđe i ostavlja je samu sa Melibejom. Selestina joj otkriva razlog svog dolaska. Na pomen Kalistovog imena, Melibeja isprva odbija da sluša o njemu, ali je Selestina uverava da je došla sa najboljom namerom. Traži od nje da se moli za bolesnog Kalista. Melibeja pristaje da napiše molitvu i poziva je da dođe sledećeg dana. Selestina se vraća kući. Na vratima sreće Sempronija kome obećava mali deo nagrade, što njega ljuti, ali sa prezrenjem pristaje. Odlaze kod Kalista da mu saopšte novosti.
Selestina prepričava nestrpljivom Kalistu kako je prošla kod Melibeje. Parmeno gunđa. Na kraju razgovora, Selestina pokazuje Melibejinu tkanicu, pojas nevinosti, na čemu joj je Kalisto neizmerno zahvalan. Naređuje Parmenu da je otprati do kuće.
Selestina savetuje Parmena da se prikloni Semproniju. Parmeno zauzvrat traži da mu ona posreduje kod Areuse. Selestina odlazi kod nje i nagovara je da provede noć sa Parmenom. Kasno se vraća kući, gde je očekuje Eliseja. Selestina joj govori kako treba da se uči "zanatu" da bi mogla bolje da zarađuje za život. Oprostivši se od Areuse, Parmeno se vraća gospodaru. Na ulazu zatiče Sempronija i obavezuje mu se na prijateljstvo. Priča mu o Areusi. Odlaze kod Kalista u sobu i zatiču ga kako recituje stihove. Kalisto, pre odlaska u crkvu, govori svojim slugama da dočekaju Selestinu i da dođu sa lepim vestima.
Sempronio i Parmeno odlaze kod Selestine i usput razgovaraju. Kod Selestine zatiču Elisiju i Areusu. Elisija i Sempronio se svađaju. Potom stiže Lukresija, Melibejina služavka, tražeći od Selestine tkanicu i zajedno odlaze kod Melibeje. U trenutku kada Selestina i Lukresija dolaze, Melibeja priča sama sa sobom. Melibeja priznaje Selestini da voli Kalista. Selestina obećava Melibeji da će joj organizovati susret sa Kalistom. Melibeja, uzbuđena zbog Selestinine pomoći, željno iščekuje susret sa voljenim Kalistom. Alisa, Melibejina majka, moli svoju kćer da je više ne prima prepredenu i lukavu Selestinu. Selestina govori Kalistu kako je Melibeja ludo zaljubljena. Presrećan zbog onog što je čuo, Kalisto joj poklanja zlatan lančić. Parmeno i Sempronio zajedljivim opaskama komentarišu razgovor Selestine i Kalista i raduju se deobi tog zlata. Selestina se oprašta od Kalista i odlazi svojoj kući.

### Činovi 12—21
Kalisto sa slugama odlazi kod Melibeje. Melibeja i Kalisto razgovaraju. Sempronio i Parmeno odlaze Selestini, kako bi uzeli svoj deo zlata. Izbija svađa i Sempronio ubija Selestinu.
Kalisto priča sam sa sobom. Naređuje Tristanu da nađe Sempronija i Parmena. Kalisto saznaje od Sosija za ubistvo Selestine i sudbinu svojih sluga. Melibeja sa nestrpljenjem i strepeći očekuje Kalista, koji kasni. Prikaz Melibeje i Kalista u ljubavnom zanosu. Kalistov monolog - rastrzan osećanjima krivice s jedne, i strasti s druge strane, pribegava retorici. Kratak prikaz tragičnog lika Elisije, sluškinje Selestinine i ljubavnice Sempronijeve, koja je, izgubivši ih oboje, izgubila i svoju svrhu. Svađa Areuse i Senturija. Elisija ispoveda Areusi nemile događaje. Elisija i Areusa planiraju osvetu. Melibejini roditelji planiraju njenu udaju ne sumnjajući da je njihova ćerka izgubila čednost. Melibeja moli Lukresiju da prekine njihov razgovor.
Elisija prestaje da žali za Sempronijem i skida crninu. Areusa se dodvorava sluzi Sosiji, i na prevaru saznaje u koje vreme i na kom mestu se sastaju Kalisto i Melibeja. Elisija i Areusa odlaze kod Senturija i traže da on ubije Kalista. Senturio pristaje, ali kada one odu, šalje Trasa da on to učini. Sosija priča sa Tristanom o Areusi. Tristan ga upozorava da ona ima skrivene namere. Melibeja i Kalisto čuju Sosiju kako viče i Kalisto odlazi da pomogne. Pada sa merdevina i umire. Melibeja tuguje za njim.
Melibeja, preplavljena tugom, odlučuje da oduzme sebi život. Penje se na najvišu terasu kule. Obraća se ocu koji je posmatra podno kule. Odlazi Kalistu 'da ga barem u smrti usreći'.
Alisa se susreće sa očajnim Pleberijem. On joj se jada, pokazuje joj Melibejino beživotno telo i proklinje lažljivi i prevrtljivi svet koji krivi za smrt svoje naslednice. Od Melibeje traži obrazloženje za njenu smrt. Ostaje sam 'u dolini suza'.

## Stil
Ono što dodatno doprinosi posebnosti ovog dela je to što se ne može odrediti književni rod. Naime, sadrži elemente kako drame tako i epike. Čitavo delo napisano je u dijalozima, a takođe sadrži i monologe koje govore pretežno glavni likovi (Melibeja, Kalisto, Pleberije). Sam pisac, kroz sukob svojih junaka, problematizuje različite predrasude i iznosi kritiku određenog društvenog sloja, nastojeći da ostavi pouku čitaocu.
Svet koji Rohas opisuje pun je zavisti i međusobnog nadmetanja junaka. Sreća je relativna i jedino što je stalno je promena. Ljubav je slepa, intenzivna, unosi nemir i nespokojstvo, a u isto vreme je i okrepljujuća i inspirativna. 
Simbol zmije i njeno rađanje u ubijanju mnogi kritičari tumače kao Kastilju koja svojim religioznim čistkama proždire sopstvenu decu.
Takođe, na kraju dela Melibejin otac oplakuje svoju kćer i njegove reči o odsustvu Boga predstavljaju upravo jedan od pokazatelja zašto ovo delo više ne možemo svrstati u srednjovekovno, već je na samom prelasku u renesansnu književnost.
Neki smatraju da je srodna komediji humanizma, ali je u suštini hibrid raznih stilova i kao takva ne može se u potpunosti definisati.
Svakako je uočljiva i raznolikost u izražavanju. Naime, prisutan je književni španski (koji možemo zapaziti u govoru Kalista, Melibeje) ali i govor neobrazovanih (Selestina, Parmeno, Sempronio). Od stilskih sredstava mogu se uočiti onomatopeje, aliteracije (fonetska), niz metafora i kontrasta (semantička), anafore, paralelizmi, eksklamacije.

## Likovi

### Selestina
Selestina je jedan od glavnih likova oko kojih se odigrava radnja. Različiti ljudi joj se obraćaju za pomoć, a zauzvrat dobija dobru nadoknadu. Lukavost, koristoljubivost i podlost su njene glavne osobine, uz pomoć njih uspeva da manipuliše ljudima, ali je na kraju to odvodi u smrt.

### Melibeja
Melibeja je jedan od glavnih likova. Ona je jedina kcer bogatog i uglednog trgovca, u koju se Kalisto zaljubljuje. Isprva ga odbija, ali posredstvom Selestine mu uzvraca ljubav. Na kraju umire.

### Kalisto
Kalisto je jedan od glavnih likova. On je plemić koji je navikao da dobije sve što poželi. Misli samo na sebe i na ispunjavanje svojih prohteva. Ne razmišljajući o posledicama, on zatraži “uslugu” od Selestine. Njegova glavna briga je kako da osvoji Melibeju i vremenom ljubav koju oseća prema njoj prerasta u opsesiju. Odlikuju ga egoizam, nepromišljenost i upornost.

### Parmeno
Parmeno, sporedni lik, Kalistov sluga. U početku vrlo lojalan, iz privatnih razloga protiv Selestine i njenih obmana, naposletku prelazi na njenu stranu. Prevrtljiv i nesiguran i krajnje naivan, Parmeno biva zaveden od strane Areuse zaboravlja na odanost i okreće se pohlepi i strasti. Pohlepa je ono što ga je i dokrajčilo kada je zbog neisplaćene sume novca zajedno sa Sempronijom okončao Selestinin život, a na kraju i sam umire.

### Sempronio
Sporedni lik, Kalistov sluga. Ima veliki uticaj na svog gospodara, upoznaje ga sa Selestinom, navodno da bi mu pomogao. Kalistu iza leđa, sklapa dogovor sa Selestinom, kako bi izvukao korist od njega. Pohlepa, sebičnost i alavost su njegove osnovne karakteristike koje će ga koštati života.

### Elisija
Promiskuitetna ljubavnica Sempronijeva i štićenica Selestinina. Posle Selestininog i Sempronijevog tragičnog kraja pokazuje svoju osvetoljubivu stranu i zajedno sa Areusom kuje zaveru protiv Kalista i Melibeje.

### Areusa
Selestinina učenica, pored Elisije. Beskrupulozna i promiskuitetna, ne bira sredstvo kako bi došla do svog cilja. Očajna zbog smrti Parmena, svog izabranika, odlučuje da se osveti Kalistu i Melibeji koje smatra krivcima. Pokušava da sazna mesto i vreme njihovog sastanka lukavo zavodeći Sosija, što joj veoma brzo uspeva. Oličenje je besramne, licemerne žene.

### Melibejini roditelji
Alisa i Pleberio - imućni plemići, patrijarhalnog vaspitanja, naivno veruju u čednost svoje ćerke, zaslepljeni idealizovanom slikom njene budućnosti i društva uopšte. Osmišljaju njen dalji život, ne osećajući preku potrebu da svoje planove podele sa osobom o čijoj sudbini odlučuju. Sigurni u "savršeno sutra", shvativši da tog "sutra" neće biti, očajavaju u neverici, suočeni sa mrtvim telom svog jedinog deteta: „Što se barem na mater voljenu ne sažali?... Što me neutešnog ostavi... in hac lacrimarum valle“

## Društveni i istorijski kontekst
U XV veku španska književnost prolazi kroz period prerenesanse (prerrenacimiento) kada se prepliću španske tradicionalne teme i forme sa novim književnim formama iz Italije. Zbog jakog uticaja katoličke crkve, mnogi autori još uvek smatraju da njihova dela dolaze od Boga, a ne od njih samih, pa ih iz tog razloga i ne potpisuju (ovaj fenomen objašnjava zašto su Rohasovi prethodnici ostali nepoznati).
Dramska dela se još uvek ne zapisuju. Izvode ih putujuće trupe (mahom nepismenih) zabavljača, koje ih prenose usmenim putem, menjajući ih prilikom svake nove izvedbe. Pretpostavlja se da se većina dramskih dela zaboravljala sa smanjenjem zainteresovanosti publike i po završetku izvođenja. U ovakvim okolnostima La Celestina ne samo da predstavlja kulminaciju prerenesansne proze, već se i ističe kao jedino i prvo sačuvano dramsko delo iz ovog perioda. 
U petnestom veku se prvi put javlja lirika na kastiljanskom jeziku i pišu se pesmarice od kojih je najpoznatija Cancionero de Baena iz 1445. god.
Istorijski milje u koji je uronjena Selestina predstavlja po mnogima najznačajniji period u istoriji Španije:
- 1469. Sklapanje braka između Isabele od Kastilje i Fernanda od Aragona
- 1478. Uvođenje inkvizicije (Tribunal del Santo Oficio de la Inquisición)
- 1479. Krunisanje Isabele i Fernanda kao katoličkih kraljeva i ujedinjenje kraljevstava Kastilje i Aragona
- 1492. Antonio de Nebriha objavljuje prvu gramatiku španskog jezika (Gramática de la lengua castellana)
- 1492. Otkriće Amerike označilo je početak ekspanzije španskog jezika van granica Španije i evropskog kontinenta
- 1492. Pad Granade, poslednjeg mavarskog uporišta
- 1492. Potpisivanje dekreta kojim se nepokršteni jevreji proteruju iz kraljevstva (Fernando de Rohas potiče iz porodice pokrštenih jevreja)
- 1502. Godina štampanja drugog izdanja Selestine; Godina potpisivanja dekreta kojim se nepokršteni muslimani proteruju iz kraljevstva

Rovito društvo, pogođeno ekonomskom krizom i građanskim ratovima, poslužilo je kao motiv za satirički osvrt pisca ne neke njegove odlike, ali i kao idealna podloga za postavljanje likova Selestine, Melibeje, Kalista, Elisije..., koji predstavljaju isto to društvo u svetlu intriga, koristoljublja, slojevitog društvenog ustrojstva. Postojanje predrasuda, jak uticaj katoličke crkve, ali i paganskih verovanja takođe nailaze na oštricu piščevog pera.

## Značaj i uticaj dela
Selestina je, po opšteprihvaćenom mišljenju, jedno od tri neprevaziđena remek-dela španske književnosti, uz Knjigu dobre ljubavi i Don Kihota. Kroz Selestinu živi želja Fernanda de Rohasa da ovo delo koje "sadrži brojne mudrosti i neophodne opomene" zaista bude od koristi, i da tadašnjoj mladeži ukaže "na pritvornost svodnica i slugu". Renesansna književnost se umnogome osvrtala na Selestinu. Primer su i Šekspirovi Romeo i Julija. O značaju dela govori i činjenica da je prva španska knjiga prevedena na engleski jezik bila upravo Selestina (izmedju 1525. i 1530. prevedena su četiri čina). Prevod Selestine na nemački jezik 1520. godine je takođe bio prvi prevod jednog španskog književnog dela na nemački.

### Kritika
Migel de Servantes: "Po mom viđenju, bila bi to knjiga božanska, samo da malo više prikriva ono ljudsko u njoj." (Miguel de Cervantes: "Libro en mi entender divino si encubriera más humano.")
Kritičar i istoričar Menendez y Pelayo napisao je da bi Selestina bila najveći domet španske književnosti kad ne bi bilo Don Kihota. Veliki kritičar Ramiro de Maeztu smatra Don Kihota, don Žuana i Selestinu jednim opšteljudskim tipovima u kojima se, kako on navodi, ogleda cela Španija sa svojom kulturnom baštinom. Mnoge stvari vezane uz ovo, neosporno, veliko delo ostaju nerazjašnjene do danas.
Mnogi kritičari Selestinu klasifikuju kao remek-delo u kojem se ogleda kriza estetskih i etičko-religioznih vrednosti na prelasku iz srednjeg veka u renesansu. Saglasni su da ovo delo uverljivo prikazuje magijske elemente i pohlepu koji su uglavnom obeležili srednji vek, ali se oni ogledaju i kasnije, sve do danas. Melibejina smrt izmenila je neke tradicionalne vrednosti, iznudila mnoge komentare i utrla put mnogim novinama kako pozitivnim, tako i negativnim. Književnost, odnosno umetnost, počela je da se menja, stvarali su se novi horizonti, samim tim nove teme, nova pitanja. Neka od njih će kasnije dobiti odgovor, a neka ipak ostaju misterija. Kritika smatra da je ovo delo učinilo značajan pomak u književnosti i da je vanvremensko jer se kriza tadašnjeg društva ne razlikuje mnogo od onoga što se danas dešava, a jaz se samo produbljuje i biva sve veći.

## O piscu
Fernando de Rohas, jedini poznati autor Selestine, rođen je u Montalbanu, provinciji Toleda, između 1473. i 1476. godine, u porodici jevreja obraćenih u hrišćanstvo. Oko 1488. se preselio u Salamanku, gde je završio studije prava. Svoj život je okončao 1541. god. na istom mestu gde ga je i započeo, u Toledu (u Talaveru). Bio je u braku sa Leonorom Alvares de Montalban (ćerkom obraćenika), sa kojom je imao sedmoro dece. Kao obraćenik, sve vreme je bio pod budnim okom nemilosrdne inkvizicije, koja je na vrhuncu rekonkiste bila u punoj snazi, a čija je žrtva bio i Rohasov tast. Pretpostavlja se da je Fernando de Rohas bio gradonačelnik Talavera, provincije Toleda u kojoj je proveo veći deo svog života. Jedino njegovo poznato delo je La Selestina, jedno od najznačajnijih dela u istoriji španske književnosti i, bez sumnje, najznačajnije delo na prelasku iz srednjeg veka u renesansu. Fernando de Rohas je napisao 16 činova Tragikomedije o Kalistu i Melibeji (pretpostavlja se da u to vreme nije bio mnogo stariji od samog Kalista), dok kao svoje prethodnike sam navodi Huana de Menu i Rodriga de Kotu.

## Bibliografija
- Fernando de Rojas: Celestina, ili Tragikomedija o Kalistu i Melibeji, Split: Logos, 1984. god., prevod Vojmira Vinje
- Fernando de Rohas i njegov "prethodnik": Selestina, Paideia, 2005. god., prevod Aleksandra Grujičića

### Selestina u pop-kulturi
- La Celestina (1969)[8] - 1. ekranizacija na španskom jeziku
- La Celestina (1996)[9] - 2. ekranizacija na španskom jeziku

## Citati
...I sunce jače peče ako li se ima od čega odbiti.— Sempronio
Znak je smrtnog oboljenja kad ne tražiš ozdravljenja.— Sempronio
Na tuđoj se nevolji sreća ne gradi.— Sempronio
Izlečenje počinje kad bolesniku uzrok bolesti nađeš.— Sempronio
U zlu istrajavati ne znači postojan biti.— Sempronio
Jao onome koji veruje da je učitelj, a da učenik nikad nije bio.— Sempronio
...Jer u dobru više vredi ono što jeste od onog što može biti, dok u zlu obrnuto važi.— Parmeno
Zar ne znaš da u ludost vodi pametnog sebe smatrati?— Kalisto
...Mnogo videti i razumeti vredi koliko i iskustvom raspolagati.— Parmeno
Znaj da je pobeđen samo onaj koji se pobeđenim oseća...— Melibeja
Ako je blesavo ne voleti, a na ljubav od drugog čekati, još je blesavije na ljubav mržnjom uzvraćati.— Selestina
...Greh (je) tim veći što je počinilac plemenitiji.— Melibeja
Jedino (onaj) koji pameti ni razuma nema priželjkuje što je izgubio.— Selestina
Na ovom tužnom svetu nikad med bez gorčine ne ide.— Parmeno

## Prevodilačka delatnost u Srbiji
- Fernando de Rojas: Celestina, ili Tragikomedija o Kalistu i Melibeji, Split: Logos, 1984, prevod Vojmira Vinje
- Fernando de Rohas i njegov "prethodnik": Selestina, Paideia, 2005, prevod Aleksandra Grujičića
- Fernando de Rohas: Selestina, Komedija (ili tragikomedija) o Kalistu i Melibeji, Sremski Karlovci, Novi Sad: Izdavačka knjižarnica Zorana Stojanovića, 2008, prevod i pogovor Nine Marinović

## Scenska izvođenja u Srbiji i regionu
Selestina je premijerno izvedena na XXXIII festivalu "Grad teatar" u Budvi 18. jula 2019. godine, i reprizno 19, 20. i 21. jula iste godine, u koprodukciji sa Jugoslovenskim dramskim pozorištem. U režiji Milana Neškovića i prema adaptaciji Maje Todorović, glavne uloge tumače Nataša Ninković, Nikola Šurbanović, Marta Bjelica, Nikola Rakočević i Emir Ćatović.